# Pilota de tec

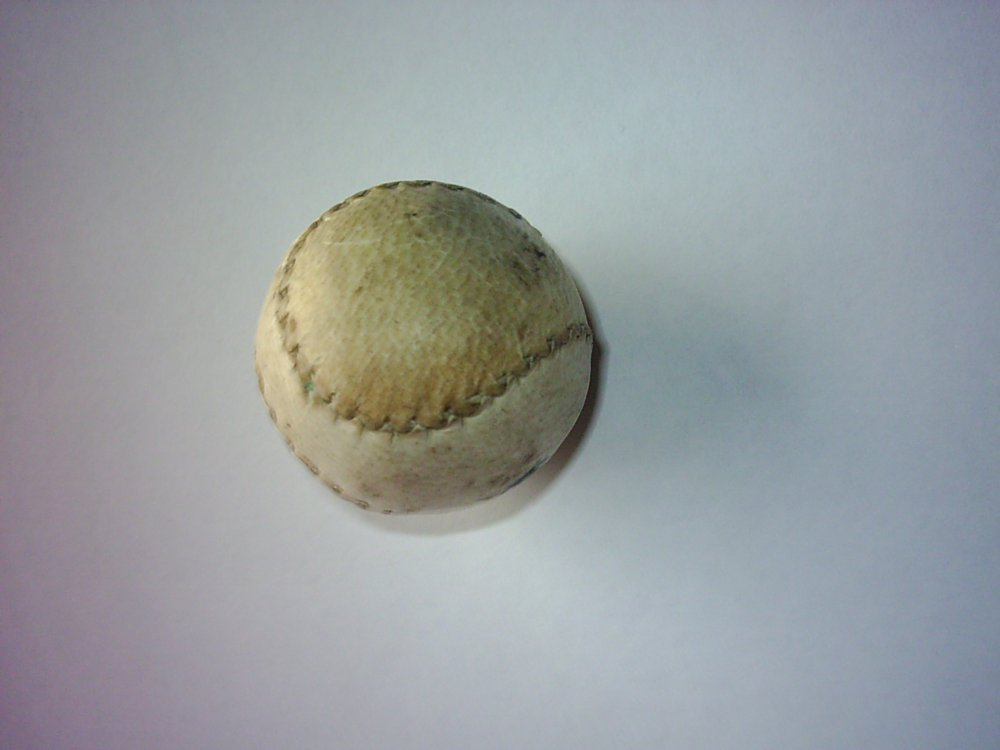
Pilota de tec

La pilota de tec s'utilitza en el frontó valencià. Es fa amb un nucli de fusta, sobre el qual es col·lox una capa de borra feta de pell de cabra, de color blanc, més dures i pesades que les pilotes de badana, i més grosses que les de vaqueta. Pesade 50 a 36 gram i té un diamete de 4 a 5 centímetres.